# Nils Pihlblad
Nils Erland Herman Pihlblad, född 14 april 1885 i Vendels församling, Uppsala län, död 18 december 1966 i Lerums församling, Älvsborgs län, var en svensk kemist och företagsledare.
Nils Pihlblad var son till stationsinspektoren Erland Pihlblad. Efter mogenhetsexamen i Uppsala 1905 blev han student vid Uppsala universitet, filosofie magister där 1910, filosofie licentiat 1913 och filosofie doktor 1918. Han var amanuens i geologi 1909 och 1909–1918 i allmän och analytisk kemi vid Uppsala universitet. Pihlblad knöts 1918 som kemist till färg-, ferniss- och kemisk-tekniska firman Dorch, Bäcksin & Co:s AB i Agnesberg. Från 1930 var han fabrikschef där, och från 1940 docent i kemisk teknologi vid Chalmers tekniska högskola. Från 1939 var Pihlblad sakkunnig i Statens industrikommissions kemiska avdelning. han företog studieresor inom Europa samt som Kommerskollegiums stipendiat till USA och Kanada. Han publicerade vetenskapliga arbeten inom kemi och kemisk teknologi. Hans doktorsavhandling, Lichtabsorption und Teilchengröss in dispersen Systemen (1918) föll inom kolloidkemin. Pihl innehade ledande kommunala uppdrag inom Angereds landskommun.